# Furia en la isla
Furia en la isla és una pel·lícula de l'Argentina filmada en Eastmancolor dirigida per Oscar Cabeillou segons el guió de Juan Bautista Maggipinto que es va estrenar el 30 de novembre de 1978 i que va tenir com a actors principals a Libertad Leblanc, Enzo Viena, Zelmar Gueñol i Luis Medina Castro.
La coreografia va estar a càrrec de Víctor Ferrari i el film va tenir els títols alternatius de Violencia en las islas i Una mujer con sol.
Va ser filmada en el delta del Paraná, a Tigre.

## Sinopsi
Una bella dona que viu sola en una illa és constantment assetjada pels homes.

## Repartiment
- Libertad Leblanc … Lily
- Enzo Viena … Marcelo
- Zelmar Gueñol … Ambrosio
- Luis Medina Castro … Pocho
- Miguel Paparelli … Tomás
- Rey Charol … Cantor
- Diana Kisler … Tonina
- Rogelio Romano
- María José Lefer
- Nino Udine
- Liliana Cevasco
- Jesús Pampín … Mario
- Jaime Saslavsky
- Juan Buryúa Rey … Juan
- Aldo Mayo … Eleodoro
- Michel Belmondo
- Víctor Catalano
- Mario Casado
- Mario Savino … Don Clemente
- Carlos Alberto Usay
- Ricardo Jordán … Paco
- Juan Quetglas … Policía
- Matilde Mur … Mujer en pajonal
- Enrique Vargas
- Eithel Bianco
- Aldo Ferreti
- Liliana Varese
- Juan Carlos Alegre
- Eduardo Latino
- Néstor Salum

## Comentaris
La Opinión va escriure:
| « | «No se li pot negar l'honor que figuri en una hipotètica llista dels deu pitjors (films argentins). Els crèdits no indiquen el nom de l'escenògraf, si n'hi va haver, la profusió de flors de plàstic i la decoració de la casa dels dolents, així com els diferents ambients, obeeixen al més rigorós Berazategui look.» | » |

La Nación va opinar :
| « | «la direcció es descurada, quasi elemental, amb un montaje abrupte.» | » |

Manrupe i Portela escriuen :
| « | «Vehicle bizarre bastant sagnant i molt risible per mostrar a Libertat Leblanc. Amb actuacions mecàniques i una música horrible. Un bon exemple de l'anomenat cinema “psicotrònic” d'aquests que cal veure per a creure…L'edició en vídeo conté escenes de sexe, excloses quan l'estrena en sales.» | » |